# Marcel Aregger
Marcel Aregger (* 26. August 1990 in Unterägeri) ist ein ehemaliger Schweizer Strassenradrennfahrer.
Marcel Aregger begann seine Karriere 2010 bei dem Schweizer Continental Team Price-Custom Bikes. In seinem ersten Jahr dort wurde er unter anderem Siebter bei der U23-Austragung des Eschborn-Frankfurt City Loops und Dritter im U23-Strassenrennen der nationalen Meisterschaft. Im Jahr darauf wurde er Etappenzweiter bei der Tour de Gironde, Zweiter im Prolog der Tour des Pays de Savoie und Schweizer U23-Meister im Strassenrennen. 2012 gewann Aregger den Giro del Mendrisiotto. 2014 (117.) und 2015 (106.) startete er bei der Vuelta a España. Im März 2015 erlitt er beim Quer durch Flandern einen schweren Sturz, nach dem er kurze Zeit bewusstlos war; er erlitt jedoch nur einen Schlüsselbeinbruch und eine Gehirnerschütterung.
Ende der Saison 2016 trat Aregger vom aktiven Radsport zurück, da er nach der Auflösung seines bisherigen Teams IAM Cycling keinen neuen Arbeitgeber fand.

## Erfolge
2011
- Schweizer Meister – Strassenrennen (U23)

2012
- Giro del Mendrisiotto

## Teams
- 2010 Price-Custom Bikes
- 2011 Price your Bike
- 2012 Atlas Personal-Jakroo
- 2013 IAM Cycling
- 2014 IAM Cycling
- 2015 IAM Cycling
- 2016 IAM Cycling